# ISO 3166-2:JE
ISO 3166-2:JE is een ISO-standaard met betrekking tot de zogenaamde geocodes. Het is een subset van de ISO 3166-2 tabel, die specifiek betrekking heeft op Jersey. 
De gegevens werden tot op 26 november 2018 geüpdatet op het ISO Online Browsing Platform (OBP). Er worden geen deelgebieden gedefinieerd.